# West Winch
Pour les articles homonymes, voir Winch (homonymie).
West Winch est une paroisse civile et un village du Norfolk, en Angleterre.